# XKT-1
XKT-1은 KT-1 초등훈련기와 KA-1 전선항공통제기를 거쳐 3번째로 개발된 수출표준형 공격기다.PT6A-62 엔진을 사용하는 2인승 훈련기이다.

## 제원
- 중력가속도 제한치: -3.5 ~ +7G
- 최대속도: 350 Kts
- 상승속도: 3,500ft/min
- 엔진출력: 950 마력
- 실용상승고도: 38,000 ft
- 기체수명: 1만시간
- 길이: 33.7 ft
- 높이: 12.1 ft
- 주날개 길이(페어링 제외): 34.8 ft
- 자중: 4,210 lbs
- 이륙중량: 5,600 lbs
- 엔진모델: PT6A-62 (P&WC)

- 무장:
  - 2.75인치 로켓 7발
  - 외부연료탱크 50갤론
  - 기관총 포드
  - MK82 500 파운드 폭탄
  - 레이저 거리 지시기

## 같이 보기
- KT-1
- KO-1
- T-6 텍산 II
- 엠브라에르 EMB 314 슈퍼 투카노